# Richard Lyons (Mathematiker)
Richard Neil Lyons (* 22. Januar 1945 in New York) ist ein US-amerikanischer Mathematiker, der sich mit endlichen Gruppen beschäftigt.
Lyons besuchte die Harvard University und promovierte 1970 an der University of Chicago bei John Griggs Thompson (Characterizations of Some Finite Simple Groups with Small 2-Rank). Weitere seiner Lehrer in Chicago waren Jon Alperin, Richard Brauer, Marty Isaacs, Leonard Scott und George Glauberman. Während seines Graduiertenstudiums war er auch kurz an der Universität Cambridge. Als Post-Doktorand war er Gibbs-Instructor an der Yale University. Seit Ende der 1970er Jahre ist er Professor an der Rutgers University. Er ist Fellow der American Mathematical Society.
Mit Daniel Gorenstein, Ronald Solomon und später Inna Capdeboscq schrieb er eine mehrbändige Reihe über das Klassifizierungsprogramm der endlichen einfachen Gruppen (GLS-Projekt, auf 12 Bände angelegt, Band 10 erschien 2023).  Er entdeckte eine sporadische einfache Gruppe, die nach ihm benannt ist und von Charles Sims konstruiert wurde.

## Schriften
- mit Gorenstein: The local structure of finite groups of characteristic 2 type, American Mathematical Society, 1983
- mit Daniel Gorenstein, Ronald Solomon: The classification of the finite simple groups, American Mathematical Society, 6 Bände, 1994 bis 2005
- mit Solomon, Michael Aschbacher, Stephen D. Smith Classification of finite simple groups: groups of characteristic 2-type, Surveys and Monographs of the AMS, Band 172, 2011 (das Buch gewann den Leroy P. Steele Prize 2012)